# Крише, Пауль
Пауль Крише (нем. Paul Krische; 1 мая 1878, Гёттинген, Германская империя, — 5 ноября 1956, Берлин, ГДР) — немецкий агрохимик и агрогеограф.

## Биография
С 1898 года изучал естественные науки в Гёттингенском университете, и в 1903 году защитил у Отто Валлаха диссертацию «О тиопинаконе и его преобразовании в углеводороды». Затем последовала двухгодичная практика на опытной станции в Кёслине (Померания). В 1906—1943 годах Крише был библиотекарем и руководителем литературного бюро при Германском калийном синдикате в Берлине. Кроме этого, в этот период он был главным редактором выходящего дважды в месяц журнала синдиката Die Ernährung der Pflanze («Питание растений»), также публикуя там свои многочисленные статьи.
В 1904 году в Кёльне Крише женился на учительнице Марии Райнике (1880—1945), и в браке у них родилось двое рано умерших сыновей. Супруги отличались свободомыслием, принадлежали к берлинскому отделению «Общины свободной религии» и после начала Первой мировой войны участвовали в движении за сексуальные реформы. В 1914 году Мария Крише вернулась к педагогической деятельности, а с 1919 года работала учительницей в «Общине свободной религии»; Пауль же руководил берлинским отделением общины и время от времени также работал учителем. В 1920 году Мария вступила в «Медицинское общество сексологии и евгеники»; также супруги работали в оргкомитете Всемирной лиги сексуальных реформ. В 1928 году Мария стала сотрудницей партийной школы СДПГ в Берлине. В 1929—1930 годах они совместно с Магнусом Хиршфельдом выпускали научно-популярный журнал Die Aufklärung («Просвещение»). Супруги разделяли убеждение, что изменения производственного процесса в соответствии с идеями социализма немыслимы без предварительной революции в сексуальных отношениях, сходясь в своей аргументации с другими представителями фрейдомарксизма; однако их точка зрения не получила признания в сектообразных кругах фрейдомарксистов. В 1933 году после прихода национал-социалистов к власти ими были сожжены все книги Крише, выпущенные издательством Freidenker Verlag. После этого супруги ушли из политической жизни.
С 1947 года Крише был ответственным редактором выходящего в советской зоне оккупации Германии журнала Die deutsche Landwirtschaft («Германское сельское хозяйство»), а после провозглашения ГДР участвовал в организации библиотечного дела.
Крише был автором пособия по организации обучения химии, а также множества работ по агрохимии, методам химического анализа и эффективным удобрениям. Высокую профессиональную репутацию Крише создало составление региональных карт почв и культурных растений, публиковавшихся в Die Ernährung der Pflanze. Позднее большинство этих карт с дополнительными картографическими материалами Крише выпустил в четырёхтомном крупноформатном атласе.

## Избранные сочинения
- Wie studiert man Chemie? Ein Ratgeber für alle, die sich dieser Wissenschaft widmen. — Stuttgart: Verlag W. Violet, 1904.
- Die Untersuchung und Begutachtung von Düngemitteln, Futtermitteln, Saatwaren und Bodenproben nach den offiziellen Methoden des Verbandes landwirtschaftlicher Versuchs-Stationen im Deutschen Reiche. — 2. vollst. neubearb. u. erg. Aufl., gemeinsam mit Albert Kabitzsch. — Berlin: Verlag Paul Parey, 1929.
- Nährstoffausfuhr und rationelle Düngung. Eine zeitgemäße Betrachtung für die landwirtschaftliche Praxis. — Berlin: Verlag Paul Parey, 1907.
- Die Verwertung des Kalis in Industrie und Landwirtschaft. Eine wirtschaftliche Studie in vier Abschnitten. — Halle: Verlag W. Knapp, 1908.
- Agrikulturchemie. — Leipzig: Verlag Teubner, 1920. — 2. Aufl. verb. (Aus Natur und Geisteswelt, Bd. 314).
- Marx und Freud: Neue Wege in der Weltanschauung u. Ethik d. Freidenker. — Leipzig: Verlagsanstalt f. prolet. Freidenker, 1924.
- Das Rätsel der Mutterrechtsgesellschaft: Eine Studie über d. Frühepoche d. Leistung u. Stellung d. Weibes / unter Mitarb. von Maria Krische. — München: Georg Müller, 1927.
- Bodenkarten und andere kartographische Darstellungen der Faktoren der landwirtschaftlichen Produktion verschiedener Länder. — Berlin: Verlag Paul Parey, 1928.
- Landwirtschaftliche Karten als Unterlagen wirtschaftlicher, wirtschaftsgeographischer und kulturgeschichtlicher Untersuchungen. — Berlin: Deutsche Verlagsgesellschaft, 1933.
- Mensch und Scholle. Kartenwerk zur Geschichte und Geographie des Kulturbodens. — Berlin: Deutsche Verlagsgesellschaft. — Bd. 1, 1936; Bd. 2, 1939.

### Переводы на русский язык
- Крише, Пауль. Сельскохозяйственные химические поверочные исследования почв, удобрений, кормов и семян / пер. с некоторыми добавл. по проф. И. Беваду, П. Земятченскому, Н. Адамову, К. Гедройцу и др.; под ред. уч. агр. Ив. Сладковского. — Санкт-Петербург: А. Ф. Девриен, 1911. — VIII, 144 с., 1 л. табл.; 22.